# 외교 관계에 관한 빈 협약

협약 조인국. 녹색은 조인국.

외교 관계에 관한 빈 협약(Vienna Convention on Diplomatic Relations)은 1961년 성립된 국제 조약으로, 독립 국가들 간 외교 관계의 큰 틀을 정의한다. 주최국의 강제력이나 괴롭힘의 공포감 없이 외교관들이 자신들의 기능을 수행할 수 있게 하는 외국 공관이 아니라 전문처럼 외교관의 권한을 규정한다. 분명한 것은 파견국 정부나 외국공관은 면책특권이 없기에, 비엔나협약은 오직 외교관만을 위한 조약이다. 이는 외교관 면책특권의 법적 토대를 형성한다. 협약에 속하는 문서들은 현대 국제 관계의 초석으로 간주된다. 2021년 6월, 193개국에 의해 비준되었다.

## 역사
주권 국가의 역사를 통틀어 외교관은 특별한 지위를 누려왔다. 국가 간의 협정을 협상하는 기능을 수행하기 위해 특정한 특별한 특권을 요구한다. 타국 사절은 전통적으로 손님으로 대접받고, 본국과의 연락은 기밀로 취급되며, 본국에 의한 강제와 예속으로부터의 자유는 필수적으로 취급된다.
외교관 면책특권을 외교법으로 성문화하려는 최초의 시도는 1815년 비엔나 회의에서 일어났다. 이는 훨씬 후에 외교관에 관한 협약(Havana, 1928)이 뒤따랐다.
외교관 처우에 관한 현재의 조약은 국제법위원회에 의한 초안의 결과물이었다. 이 조약은 1961년 4월 18일 오스트리아 비엔나에서 개최된 유엔 외교관 교류 및 면책 회의에 의해 채택되어 1964년 4월 24일 처음으로 시행되었다. 같은 회의에서도 국적취득에 관한 선택의정서, 분쟁의 강제해결에 관한 선택의정서, 최종법 및 그 법에 부속된 4개의 결의를 채택하였다. 1961년 조약에서 발생한 한 가지 주목할 만한 측면은 다른 국가에 대한 교황청의 외교관 면책 지위의 확립이었다.
2년 후 유엔은 밀접하게 관련된 조약인 영사관계에 관한 빈 협약을 채택했다.

## 내용
- 전문: 본 협약당사국은,고대로부터 모든 국가의 국민이 외교관의 신분을 인정하였음을 상기하고,국가의 주권평등, 국제평화와 안전의 유지 및 국가간의 우호관계의 증진에 관한 국제연합 헌장의 목적과 원칙을 명심하고,외교교섭, 특권 및 면제에 관한 국제협약의 여러국가의 상이한 헌법체계와 사회제도에도 불구하고, 국가간의 우호관계의 발전에 기여할 것임을 확신하고,이러한 특권과 면제의 목적이 개인의 이익을 위함이 아니라 국가를 대표하는 외교공관직무의 효율적 수행을 보장하기 위한 것임을 인식하고,본 협약의 규정에 명시적으로 규제되지 아니한 문제에는 국제관습법의 규칙이 계속 지배하여야 함을 확인하며,다음과 같이 합의하였다.
- 제1조~제53조

## 같이 보기
- 외교특권
- 조약법에 관한 빈 협약